# نیکی هانتر
نیکی هانتر (انگلیسی: Nicki Hunter؛ زاده ۱۹ دسامبر ۱۹۷۹) بازیگر پورنوگرافی، چهره‌پرداز و تهیه‌کننده فیلم اهل ایالات متحده آمریکا است.

## حرفه
نیکی هانتر زاده لیک ورث، فلوریدا است. اولین حضور هانتر در فیلم‌ها به سال ۲۰۰۳ بازمی‌گردد.
در مارچ سال ۲۰۱۰ او برای اتحادیه آزادی بیان به اجرای اعلان خدمات عمومی پرداخت.

## زندگی شخصی
او با بازیگر جیسون هورن ازدواج کرده و با او دو پسر آورده‌است.
او در اوایل سال ۲۰۰۷ به لوسمی، یک شکل پیچیده از سرطان مبتلا شد. از آنجایی که وی به یک باره کارش را از دست داده بوده جامعه پورن به همراه بنیادهای نیکوکاری به کمکش شتافتند.